# 시천동
시천동은 인천 서구의 법정동이며, 현재 행정동은 검암경서동이나 경인 아라뱃길에 의해 남북으로 분단되었다.

시천동은 예부터 계양산 계곡에서 흐른 물이 시내를 이뤄, 시냇물이 시작된 곳이란 뜻에서 명명되었다. 지금도 아라뱃길 이남에는 "시천천"이란 하천이 흐르고 있다. 이곳은 부평군 석곶면 이었으나, 1914년 부평군 모월곶면과 통합하여 부천군 서곶면이 되었고, 1940년 인천부에 편입되어 춘일정이 되었다. 1946년 시천동으로 불리게 되었다.
유정복의 제안으로 시작되어 입법되어 2026년 7월 1일 시행되는 인천광역시 행정체제 개편안에서 강북 지역은 검단구에 편입될 계획이다.
2025년 서구청의 입법예고에 따르면, 백석동과 시천동 강북지역은 2025년 하반기에 행정동 당하동에 편입되며, 2026년 서구 분구와 함께 강남지역은 법정동째로 검암동에 병합되어 검단구에만 시천동이 존치된다.

## 출신 인물
진주 류씨 이판공후 영월공파 시천문중의 집성촌이다.
유희강(류희강)이 시천동 시시내마을 출신이고, 경인아라뱃길 이남인 매화동산에 생가터가 있다.

## 같이 보기
- 검단구
- 검암경서동
- 백석동 (인천)